# Matidia simia
Matidia simia es una especie de arañas araneomorfas de la familia Clubionidae.

## Distribución geográfica
Es endémica de Célebes (Indonesia).